# DTS (sistema de so)
DTS (Dedicated To Sound) és una sèrie de tecnologies d'audio multicanal propietat de DTS, Inc. (anteriorment conegut com a Digital Theater Systems, Inc.), una empresa nord-americana especialitzada en formats de so envoltant digital que s'utilitzen tant per aplicacions comercials/teatrals com per a consumidors. Va ser conegut com The Digital Experience fins a 1995. DTS llicencia les seves tecnologies als fabricants d'electrònica de consum.
Al desembre de 2016, DTS va ser adquirida per Tessera, ara anomenada Xperi.

## Història
DTS va ser fundat per Terry Barba, un enginyer d'àudio i llicenciat de Caltech. Beard, parlant amb un amic d'un amic, va poder contactar amb Steven Spielberg per audicionar una remasterización la pel·lícula d'Spielberg, Encontres a la tercera fase, mixta en DTS. A continuació, Spielberg va seleccionar el so DTS per a la seva propera pel·lícula, Jurassic Park i amb el suport d'Universal Pictures i Matsushita Electric, més de 1.000 cinemes dels Estats Units van adoptar el sistema DTS.[./DTS_(sound_system)#cite_note-1 [1]]

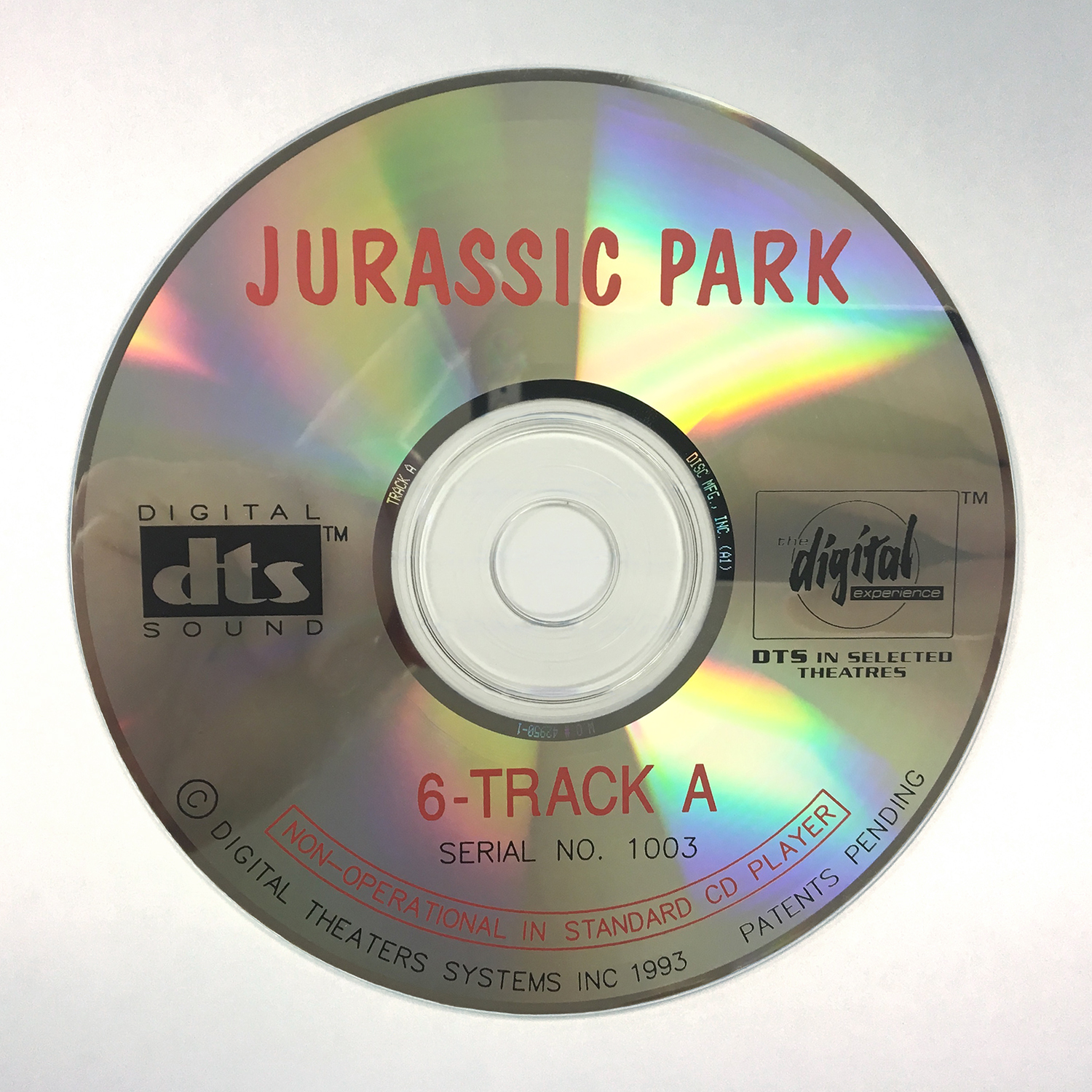
Una fotografia d'un disc de CD-ROM DTS teatral usat per a l'edició original de Jurassic Park de 1993.

Els treballs sobre el nou format d'àudio nou es va iniciar el 1991, quatre anys després que Dolby Laboratoris comencés a treballar en el seu nou codec, Dolby Digital.
La versió bàsica i més comuna del format és un sistema de 5.1 canals, similar a la configuració de Dolby Digital, que codifica l'àudio com cinc canals primaris (de rang total) més un canal especial d'efectes LFE (baixa freqüència) per al subwoofer .
Els codificadors i descodificadors admeten nombroses combinacions de canals, i les bandes sonores estèreo, de quatre canals i de quatre canals + LFE han estat llançades comercialment en DVD, CD i Laserdisc.
A més, actualment hi ha altres variants DTS més noves que inclouen versions que suporten fins a set canals d'àudio primaris més un canal LFE (DTS-ES). Aquestes variants generalment es basen en la filosofia d'extensió i extensió de DTS, en què s'incrementa una seqüència de dades de DTS principal amb un flux d'extensió que inclou les dades addicionals necessàries per a la nova variant en ús. La seqüència principal pot ser decodificada per qualsevol decodificador DTS, encara que no entengui la nova variant. Un descodificador que entén que la nova variant descodifica la seqüència del nucli, i després la modifica d'acord amb les instruccions contingudes a la seqüència d'extensió. Aquest mètode permet compatibilitat amb versions anteriors.
Els competidors principals de DTS en àudio teatral multicanal és Dolby Digital i SDDS, encara que només Dolby Digital i DTS s'utilitzen en DVDs i s'implementen en maquinari de cinema a casa.
Un dels inversors inicials de DTS Inc va ser el director de cinema Steven Spielberg, que va considerar que el so teatral es formava fins que la fundació de l'empresa ja no era l'estat de la tècnica, i com a resultat ja no eren ideals per a projectes on la reproducció de so de qualitat era de la màxima importància. Spielberg va estrenar el format amb la seva producció de Jurassic Parc, de 1993, que va arribar lleugerament menys d'un any després del debut teatral oficial de Dolby Digital (El retorn de Batman). A més, Jurassic Park també es va convertir en el primer llançament de video per a la llar per contenir el so DTS quan va ser llançat a LaserDisc el gener de 1997, dos anys després de la primera versió de vídeo casolà de Dolby Digital (Clear and Present Danger a Laserdisc), que va debutar el gener de 1995 .
El 2008, la divisió de cinema es va desinvertir per formar DTS Digital Cinema. El 2009 DTS Digital Cinema va ser comprat per Beaufort International Group Plc. i es va fer conegut com Datasat Digital Entertainment.

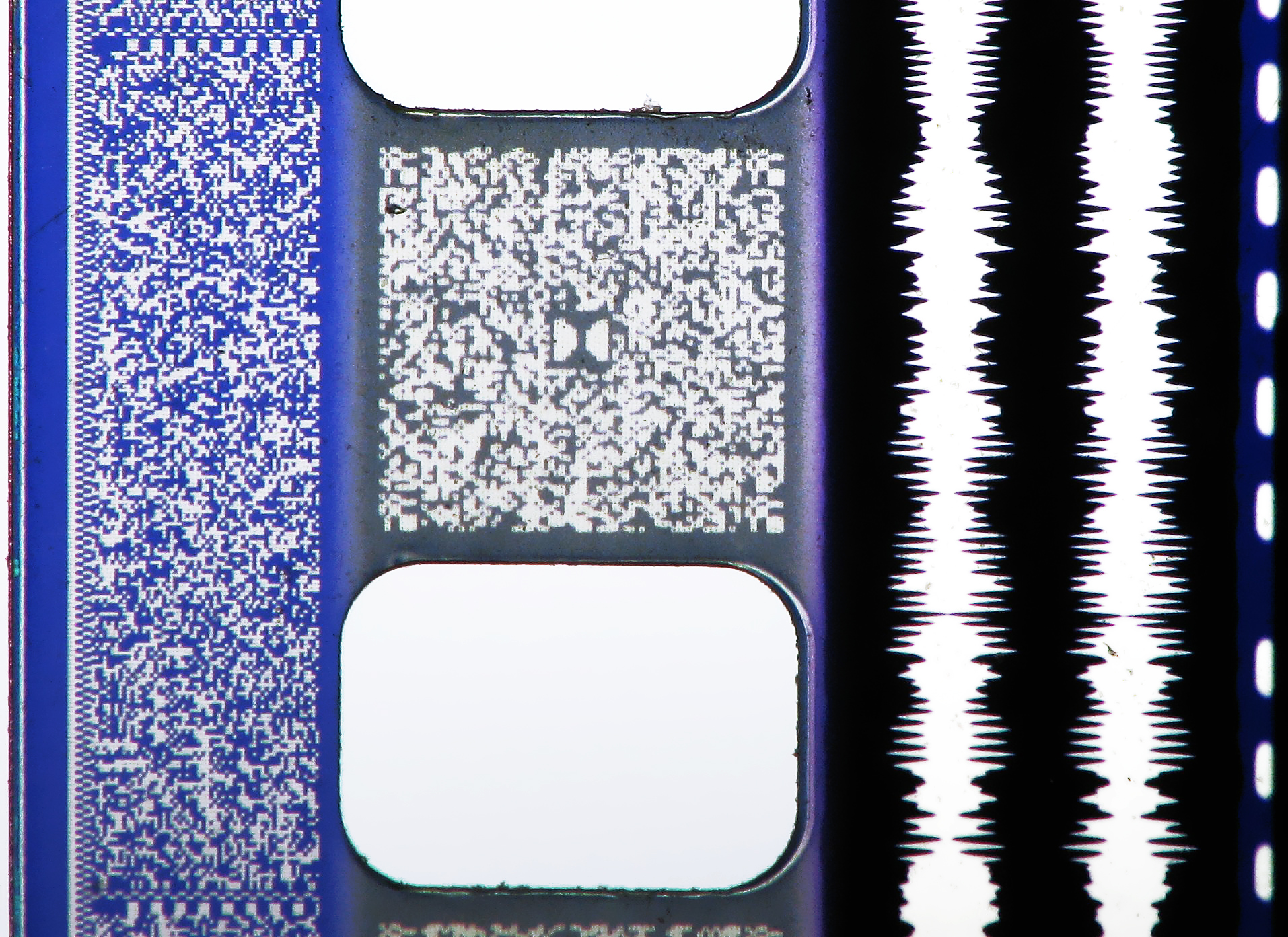
Una fotografia d'una impressió cinematogràfica de 35 mm amb els quatre formats d'àudio (o "quad track") - d'esquerra a dreta: SDDS (zona blava a l'esquerra dels forats del piolet), Dolby Digital (àrea gris entre els forats de pinyó etiquetats amb el logotip Dolby "Double-D" al centre), so òptic analògic (les dues línies blanques a la dreta dels forats del piolet), i el codi de temps DTS (la línia discontínua a l'extrem dret).

### Laboratoris de SRS
El 2012 DTS va adquirir el negoci de SRS Labs (Sound Retrieval System), que inclou més de 1.000 patents d'àudio i marques comercials.

### Manzanita Sistemes
El 2014 DTS va adquirir Manzanita Sistemes,un proveïdor de solucions de programari MPEG per a televisió digital, VOD i inserció d'anuncis digitals.

### Phorus
Phorus, una subsidiària de DTS, Inc., és un grup de tecnologia amb seu a Los Ángeles dedicat a solucions d'àudio sense fil per a dispositius connectats.

### Ràdio d'HD (iBiquity)
Damunt 2 de setembre de 2015, iBiquity va anunciar que sigui adquirit per DTS per NOSALTRES172$ milions, unint iBiquity és HD Radiofònic tecnologia d'emissió radiofònica digital amb DTS' l'àudio digital envolta sistemes de so.

### Ús teatral
En l'ús teatral, un codi de temps patentat de 24 bits s'aplica òpticament a la pel·lícula.Un lector de LED escaneja les dades del cronograma de la pel·lícula i l'envia al processador DTS, utilitzant el codi de temps per sincronitzar la imatge projectada amb l'àudio de la banda sonora DTS. L'àudio multicanal DTS es grava en forma comprimida en suports de CD-ROM estàndard a una taxa de bits de 882 kbit/s. La compressió d'àudio utilitzada en el sistema de DTS teatral (que és molt diferent i completament aliè al format de DTS Digital Surround, basat en l'acústica coherent) és el sistema APTE-X100. A diferència de la versió domèstica de DTS o qualsevol versió de Dolby Digital, el sistema APT-X100 es corregeix a una ràtio de compressió de 4:1. La reducció de dades es realitza mitjançant la codificació de sub-banda amb predicció lineal i quantificació adaptativa. El processador teatral DTS actua com un mecanisme de transport, ja que manté i llegeix els discs d'àudio. Quan es va llançar el format DTS, va utilitzar un o dos discs amb unitats posteriors que tenien tres discos, cosa que permetia a un únic processador de DTS manejar bandes sonores de dos discos juntament amb un tercer disc per a tràilers de pel·lícules. El codi de temps DTS de la impressió de 35 mm identifica el títol de la pel·lícula que es correspon amb els CD-ROM individuals de DTS, garantint que la pel·lícula no es pugui reproduir amb el disc incorrecte. Cada CD-ROM DTS conté un programa DOS que el processador utilitza per reproduir la banda sonora, cosa que permet afegir fàcilment les millores del sistema o les correccions d'errors. A diferència de Dolby Digital i SDDS, o la versió domèstica de DTS, el sistema DTS teatral només porta 5 canals discrets als CD-ROM. La pista de subwoofer .1 LFE es barreja en els canals envolupants discrets del disc i es recupera mitjançant filtres de pas baix en el teatre.

## Àudio de DTS codec
A nivell de consum, DTS és la taquigrafia usada per al còdec DTS Coherent Acústica (DCA), transportable a través de S/PDIF i part de les especificacions LaserDisc, DVD i Blu-ray. Aquest sistema és la versió de consumidor de l'estàndard DTS, utilitzant un còdec similar sense necessitat de suports de CD-ROM DTS independents.
Tant els DVDs de música com els de pel·lícules permeten l'entrega de senyals d'àudio DTS, però DTS no forma part de l'especificació original del DVD, per la qual cosa els primers reproductors de DVD no reconeixen totalment les pistes d'àudio DTS. L'especificació del DVD es va revisar per permetre la inclusió opcional de les pistes d'àudio DTS. El títol del DVD ha de portar una o més pistes d'àudio primàries en format AC-3 o LPCM (a Europa, MPEG-1 Audio Layer II també és un format de pista principal permès). La pista d'àudio DTS, si escau, pot ser seleccionada per l'usuari. Els reproductors de DVD subsegüents ara decoden NTS de forma nativa o passen a un descodificador extern. Gairebé tots els receptors independents i molts reproductors/receptors de DVD integrats poden decodificar DTS.
Un número petit de Laserdiscs porten bandes sonores de DTS. El format NTSC Laserdisc permet un so d'àudio analògic únic o amb pistes d'àudio analògiques i digitals. Els Laserdiscs codificats amb so DTS reemplacen la pista d'àudio digital LPCM amb la banda sonora DTS. Aquesta banda sonora es produeix a través de sortides digitals d'àudio coaxial o òptic i requereix un descodificador extern per processar el corrent de bits.
Per a la reproducció de PC, molts reproductors de programari admeten la descodificació de DTS. El projecte VideoLAN ha creat un mòdul de descodificació per a DTS anomenat libdca (abans libdts), que és la primera implementació de codi obert de DTS.
La PlayStation 3 de Sony i la Xbox 360 de Microsoft són capaços de desxifrar i generar DTS a través de TOSLINK o HDMI com a LPCM. No obstant això, la sortida HDMI a la Xbox 360 només es troba en el model "Elite" i els models més nous disponibles des de mitjans de 2007, amb l'alliberament de la revisió de la placa base de Falcon. A més, la Xbox 360 no pot decodificar DTS de CD d'àudio DTS. Les consoles PlayStation 3 poden transferir el bitstream a través de HDMI. Els models "prims" més nous també poden moure el bitstream DTS-HD MA.

## Tecnologies de DTS
A més del còdec estàndard de 5.1 canals DTS Surround, l'empresa compta amb diverses altres tecnologies en el seu rang de productes dissenyats per competir amb sistemes similars de Dolby Laboratoris. Aquells que amplien conceptualment DTS (per afegir més canals i / o una reproducció de so més precisa) s'implementen com a extensions a un flux de dades DTS d'Acústica Coherent. El flux principal és compatible amb decodificadors DTS que no admeten l'extensions; les extensions proporcionen les dades addicionals necessàries per implementar la funcionalitat addicional.
Les noves tecnologies primàries són:

### DTS 70 mm
Es tracta d'un procés dissenyat específicament per a la reproducció en cinemes equipats amb projecció de 70 mm i so envolupant de 6 canals. Les impressions DTS de 70 mm no tenen ratlles magnètiques de 6 canals, de manera que no hi ha una còpia de seguretat analògica si el so digital no funciona. La pista de codi del temps en la pel·lícula és moltes vegades més ample que la versió de 35 mm, ja que pot ocupar els immobles que abans ocupaven una pista magnètica. Els cinemes amb DTS de 70 mm solen instal·lar dos lectors de codi de temps per a una major fiabilitat.
La desaparició gradual de 70 mm com a format d'exposició comú ha permès que el DTS-70 estigui reservat per a compromisos de nínxol de revivals i restauracions de 70 mm. El Dolby Digital no ha estat adaptat al format de 70 mm.

### DTS-ES
DTS-ES (DTS Extended Surround) inclou dues variants, DTS-ES Matrix i DTS-ES Discrete 6.1, depenent de com es va dominar i emmagatzemar originalment el so. Ambdues variants s'implementen d'una manera compatible amb els decodificadors DTS que no inclouen suport per a DTS-ES.
DTS-ES Matrix proporciona 5.1 canals discrets, amb un canal d'àudio centre-envoltant matriculat. Els processadors DTS que són compatibles amb el còdec ES busquen i reconeixen les "banderes" integrades a la codificació d'àudio i "despleguen" el so del centre posterior a partir de les dades que, d'altra manera, serien enviades als altaveus envoltants. Els decodificadors DTS que no entenen ES processen el so com si fos el 5.1 estàndard, i l'àudio matricial per al canal central envoltant s'emet per igual dels dos altaveus de so envoltant (tant com un so que pretenia estar al centre del camp sonor en un enregistrament estèreo es reprodueix igualment pels parlants de l'esquerra i la dreta). Això és considerat com DTS-ES 5.1.
DTS-ES Discrete proporciona 6.1 canals discrets, amb un canal discogràficament gravat (no matriculat) que envolta el centre; en els sistemes de cinema local amb una configuració de 7.1, els dos altaveus del centre posterior tenen un mono. Per mantenir la compatibilitat amb els descodificadors DTS que no admeten el DTS-ES, el canal central-envoltant també està matriculat als canals envoltants d'esquerra i dreta, de manera que el so del canal central posterior encara està present quan es reprodueix en 5.1 en un sistema que no és ES; un decodificador ES elimina l'àudio matricial d'aquests dos canals quan es reprodueixen les bandes sonores discretes DTS-ES. DTS-ES Discrete és de vegades considerat com DTS-ES 6.1. Només s'han publicat uns quants títols de DVD amb DTS-ES Discrete.
En canvi, el còdec de la competència EX de Dolby, que també compta amb un canal posterior central, només pot gestionar dades matricials i no suporta un sisè canal discret; és més directament comparable a la matriu DTS-ES.
Nota: El canal central-posterior/envoltant està codificat i descodificat exactament igual que el centre-frontal. El canal envoltant del centre es pot decodificar amb qualsevol processador de so envoltant mitjançant l'alimentació dels senyals envoltants d'esquerra i dreta a les entrades del processador. Es produeix l'entorn esquerre-centre-dret. Això funcionarà per a una reproducció del "centre envoltant", ja sigui que el codi font es codifiqui explícitament, com en el DTS-ES, o amagat com a entorn en qualsevol font 5.1, incloent DTS-ES 5.1 i Dolby 5.1.

### DTS Neo:6
DTS Neo: 6, com el sistema Dolby's Pro Logic IIx, reconstrueix les fonts 2.1, 5.1, 6.1 o 7.1 als sistemes de canal 3.1, 4.1, 5.1, 6.1 i 7.1. Els 2 altaveus posteriors del sistema 7.1 són mono. Neo: 6 és un decodificador de banda múltiple, a diferència de la direcció lògica de banda ampla de Dolby Pro Logic II, el que significa que el descodificador pot millorar més d'un senyal predominant alhora — provided each predominant signal lies in a different frequency band than the others. El nombre de bandes dirigides varia en cada implementació de Neo: 6, amb els primers decodificadors de direcció en 12 bandes separades i unitats posteriors de fins a 19.

### DTS Neo:X
DTS Neo: X reconstrueix les fonts 2.1, 5.1, 6.1 o 7.1 a alçada frontal d'11.1 i sistemes de canal d'amplada. El sistema Dolby's Pro Logic IIz només afegeix canals d'alçada davantera a la configuració 7.1. Neo:X també matricula downmixes fonts 11.1 a sistemes de canal 5.1 o 7.1.

### DTS 96/24
DTS 96/24 permet el lliurament de canals de 5.1 canals d'àudio i vídeo d'alta qualitat de 24 bits, 96 kHz en format DVD-Video. Abans del desenvolupament de DTS 96/24, només es podia subministrar dos canals d'àudio de 24 bits i 96 kHz en DVD Video. DTS 96/24 també es pot col·locar a la zona de vídeo en discos DVD-Àudio, fent que aquests discs puguin reproduir-se en tots els reproductors de DVD compatibles amb DTS. DTS 96/24 s'implementa com un corrent DTS principal més una extensió que conté les deltes per activar la reproducció de so 96/24.

### DTS-HD Àudio d'Alta Resolució
L'àudio d'alta resolució DTS-HD, juntament amb l'àudio Mestre DTS-HD, comprèn l'extensió DTS-HD al format d'àudio original DTS. Ofereix fins a 7.1 canals de so a una freqüència de mostreig de 96 kHz i resolució de profunditat de 24 bits. L'àudio d'alta resolució DTS-HD es selecciona com a format de so envolupant opcional per al disc Blu-ray, amb velocitats de bits constants de fins a 6.0 Mbit/s i 3.0 Mbit/s, respectivament. Està destinat a ser una alternativa per a l'àudio Mestre DTS-HD, on l'espai del disc no ho permeti. L'àudio d'alta resolució DTS-HD s'implementa com a corrent DTS principal, més una extensió que conté els dos canals addicionals, més les deltes, per activar la reproducció de so 96/24.

### DTS-HD Àudio Mestre

Logotip de DTS-HD Master Audio

DTS-HD Master Audio, anteriorment conegut com a DTS ++, és el segon dels dos formats d'àudio DTS-HD.És compatible amb un nombre de canals de so envoltant pràcticament il·limitat, pot oferir qualitat d'àudio a taxes de bits que s'estenen des de pèrdues (24 bits, 192 kHz) fins a DTS Digital Surround i, com Neo, downmix per a sistemes 5.1 o 2.1.
DTS-HD Master Audio es selecciona com a format de so envoltant opcional per a Blu-ray, on s'ha limitat a un màxim de 8 canals discrets. DTS-HD MA admet velocitats de bits variables de fins a 24.5 Mbit/s, amb fins a 6 canals codificats fins a 192 kHz o 8 canals i nou objectes codificats a 96 kHz/24 bits. Si s'utilitzen més de dos canals, una funció de "rerepresentació de canal" permet rebarrejar la banda sonora per compensar un disseny de canal diferent en el sistema de reproducció en comparació amb la combinació original.
Tots els reproductors Blu-ray poden descodificar la banda sonora de resolució de "nucli" de DTS a 1,5 Mbit/s, tot i que DTS-HD Master Audio també s'implementa com a extensió estàndard extra de DTS. DTS-HD Master Audio i Dolby TrueHD són les úniques tecnologies que proporcionen so envoltant sense pèrdua comprimit per a aquests nous formats de disc, garantint el rendiment d'àudio de la millor qualitat disponible en els nous estàndards. (El sistema de codificació DTS Coherent Acústics ha estat seleccionat com a tecnologia d'àudio obligatòria per al disc Blu-ray [BD]).

### DTS:X

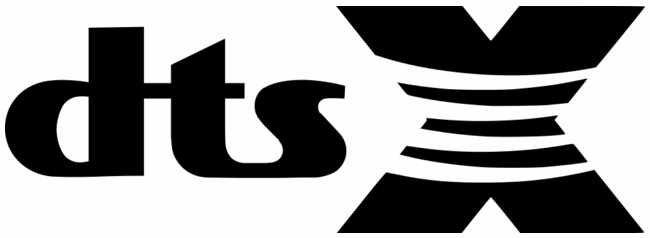
Empremta logo

En lloc de definir un nombre fix de canals, un per cada parlant, DTS: X permet especificar la "ubicació" (direcció des de l'oient) d'"objectes" (pistes d'àudio) com a coordenades polars. El processador d'àudio és llavors el responsable de la representació dinàmica de la sortida de so depenent del nombre i la posició dels altaveus disponibles. Dolby Atmos utilitza una tècnica similar, tot i que la distribució de l'altaveu emprada pel cinema DTS: X és la suma de Dolby Atmos i Auro-3D. El disseny presentat al cinema AMC Burbank número 8 té una capa base de vuit canals estàndard, una capa d'alçada de cinc canals a la part superior de la capa base (a la part frontal i lateral) i tres files d'altaveus al sostre. Les matrius envoltants són baixes gestionades per els woofers suspesos del sostre.

### DTS Neuronal:X
DTS Neural: X sol venir en sistemes que també tenen DTS: X. Es tracta d'una tècnica de upmixing per crear o reparar els patrons d'herència i el contingut de PCM a pràcticament qualsevol dispositiu d'altaveus, en el qual el so pot venir des de qualsevol lloc de l'oient, incloent-hi més amunt.

### DTS Headphone:X
DTS Headphone:X reprodueix 12 canals de so envoltant binaural amb qualsevol parell d'auriculars estèreo. La funció de transferència relacionada amb el cap és desenvolupada per DTS i inclou una compensació per qüestions de cambra com la reflexió i el retard, mapejant la característica acústica de l'estudi de mescla original o un altre laboratori d'àudio professional com a referència.

### DTS Connect
DTS Connect és un nom de manta per a un sistema de dues parts que només s'utilitza a la plataforma de l'ordinador, per convertir l'àudio de l'ordinador al format DTS, que es transporta a través d'un únic cable S/PDIF. Els dos components del sistema són DTS Interactive i DTS Neo: PC. Es troba en diverses targetes de so CMedia i a bord d'àudio amb els xips Realtek ALC883ALC/de DTS889Un/ALC888DD-ALC/de GR892-DTS-CG i SoundMAX ANUNCI1988, així com diverses targetes basades en el chipset X-Fi, com la sèrie SoundBlaster Titanium i Xuzo Forte d'Auzentech, preludi d'X-Fi, X-Fi Home Theater HD i targetes X-Fi Bravura.
- DTS Interactiu: Això és un corrent de DTS de temps real encoder. En el PC, agafa multichannel àudio i converteix ell a un 1.5 Mbit/s corrent de DTS per sortida. Perquè utilitza el DTS original codec per transmetre àudio, la fidelitat és limitada a 5.1 canal a 48 kHz, 24va mossegar. Més de 5.1 canals, una freqüència de mostratge més alta o índex de dada no són donats suport, a causa de la manca de suport per variants de DTS com DTS 96/24. També pugui ser trobat damunt algun standalone dispositius (p. ex., Envolta Encoder). Gairebé uns títols de dotzena en el PlayStation 2 característica el "DTS Interactiu" correntde temps real encoder, com Cotxe de Robatori Magnífic: Ciutat de Vici i Terminator 3: Augment de les Màquines.
- DTS Neo:PC: Es tracta d'una tecnologia basada en la tecnologia envoltant de matriu DTS Neo: 6, que transforma qualsevol contingut estèreo (MP3, WMA, CD Audio o jocs) en una simulada experiència de so envoltant de 7.1 canals. El so envoltupant de 7.1 canals es mostra com una transmissió DTS per a la sortida a través d'un port de cable S/PDIF.

### DTS Play-Fi
Play-Fi és un protocol sense fil per multiroom l'àudio basat en l'especificació 802.11 existent (b/g/n). Va sorgir a finals de 2012 com un protocol de transmissió Android, amb compatibilitat amb iOS agregada al setembre de 2013, i suport per a Windows més endavant, inclosa la sincronització d'àudio/vídeo. El primer altaveu de Play-Fi va ser el Phorus PS1, fabricat per la filial de DTS Phorus.
A diferència de competidors com Sonos o SoundTouch de Bosch, Play-Fi és un estàndard obert i ha estat adoptat per una àmplia gamma de marques com Anthem, Arcam, Tecnologia definitiva, Hewlett-Packard, Integra, Klipsch, MartinLogan, McIntosh, Onkyo, Paradigm., Pioneer, Polk Audio, Rotel, Sonus Faber, Soundcast i Wren. L'aplicació Play-Fi permet la transmissió del dispositiu de l'usuari, servidors DLNA, mitjançant AirPlay i serveis de transmissió en línia, com ara Spotify, Pandora Radio, Amazon Prime Music, iHeart Radio, Rhapsody, SiriusXM, Tidal, Qobuz, KKBox, QQ Music i Juke. DTS Play-Fi també va introduir un altaveu de Play-Fi habilitat sense fil amb Amazon Alexa Voice Services incorporat sota les marques Onkyo, Phorus i Pioneer al setembre de 2017.
Altres funcions de Play-Fi inclouen:
- Altaveus agrupats per a la reproducció simultània individual de la mateixa font i de manera que el seu volum es pugui controlar simultàniament.[21]
- Altaveus agrupats en configuracions estèreo o envoltants.[22][23]
- Zones en creació per reproduir diferents transmissions d'àudio a diferents grups d'altaveus[24]
- Transmissió d'entrada de línia a un grup d'altaveus[25]
- Transmissió de sortida d'àudio arbitrària en ordinadors amb Windows o Linux amb PulseAudio (tot i que amb un retard i només a altaveus individuals, a diferència de grups, zones o configuracions estereofòniques).[26][27]
- Transmissió dels canals envoltants d'esquerra o dreta d'una emissió o pel·lícula a 2 altaveus sense fils de Play-Fi per utilitzar-los com a canals envoltats amb una barra de so habilitada per a Play-Fi.
[28]
- Capacitat per transmetre i decodificar àudio d'alta resolució (fins a 96 kHz/24 bits).[29]

Play-Fi no és compatible amb Google Cast, retransmet la transmissió d'entrada de Bluetooth a més d'un parlant, o la reproducció d'àudio en sincronització amb el vídeo en sistemes que no siguin Windows.

### Altres
- DTS Surround Sensation: anteriorment coneguda com a DTS Virtual. Permet sentir un so envoltant 5.1 virtual a través d'un parell d'auriculars estàndard.[32]

## Comparació amb altres formats
DTS i Dolby Digital (AC-3), el principal competidor de DTS en els mercats de cinema i cinema a casa, sovint es comparen per la seva semblança en els objectius del producte, tot i que Dolby creu que els canals envoltats s'han de difondre i que DTS hauria de ser direccional. En les instal·lacions teatrals, l'àudio AC-3 es col·loca entre forats de roda d'entada a la pròpia pel·lícula de 35 mm, deixant el contingut d'àudio susceptible a danys físics del desgast i maneig de la pel·lícula. L'àudio DTS s'emmagatzema en un conjunt separat de suports de CD-ROM, la major capacitat d'emmagatzematge permet oferir una millor fidelitat de l'àudio i no està subjecta al desgast habitual i el dany sofert per la impressió de la pel·lícula durant el transcurs normal de la projecció teatral de la pel·lícula. Sense tenir en compte el conjunt de CD-ROM separat com un possible punt de fracàs, la ruta d'àudio DTS és relativament impermeable a la degradació de la pel·lícula, tret que el codi de temps imprès pel cinema estigui completament destruït.
En el mercat de consumidors (cinema a casa), AC-3 i DTS estan molt a prop pel que fa al rendiment de l'àudio. Quan la ruta d'àudio DTS està codificada a la seva taxa de bits legal més alta (1509.75 kbit/s), els experts tècnics classifiquen el DTS com a perceptualment transparent per a la majoria de material d'àudio (és a dir, indistinguible a la font no codificada en una prova doble cega). Dolby afirma que el seu còdec competidor AC-3 aconsegueix una transparència similar en el seu bitrate codificat més alt (640 kbit/s). Tanmateix, en el material del programa disponible per als consumidors domèstics (DVD, emissió i televisió digital de subscripció), ni AC-3 ni DTS normalment s'executen a la seva velocitat de bits més alta permesa. Però fins i tot a aquest ritme, l'equip d'àudio del consumidor ja gaudeix d'un millor rendiment d'àudio que les instal·lacions teatrals (cinema de 35 mm), que es limiten a taxes de bits encara més baixes. Quan es va introduir l'àudio DTS a l'especificació del DVD, alguns estudis van escriure pistes DTS en alguns DVD a la velocitat de bits completa (1509.75 kbit/s). Quan àudio de DTS va ser introduït a l'especificació de DVD, uns quants estudis authored DTS segueix damunt algun DVDs al ple bitrate (1509.75 kbit/s). La majoria dels títols de DVD que van oferir les pistes DTS es van codificar a 754.5 kbit/s (aproximadament la meitat de la taxa de 1536 kbps). A aquesta velocitat reduïda, DTS ja no conserva la transparència de l'àudio. Això es va fer per donar cabuda a més pistes d'àudio i contingut per reduir els costos de difondre material extra en diversos discos.
AC-3 i DTS són a vegades jutjats pels seus bitrates codificats. Els defensors de DTS afirmen que els bits extra donen una major fidelitat i un rang més dinàmic, oferint un so més ric i més real. Però no es pot extreure cap conclusió dels seus respectius bitrates, ja que cadascun dels codis es basa en diferents eines de codificació i sintaxi per comprimir l'àudio.